# Prix Léopard des Neiges

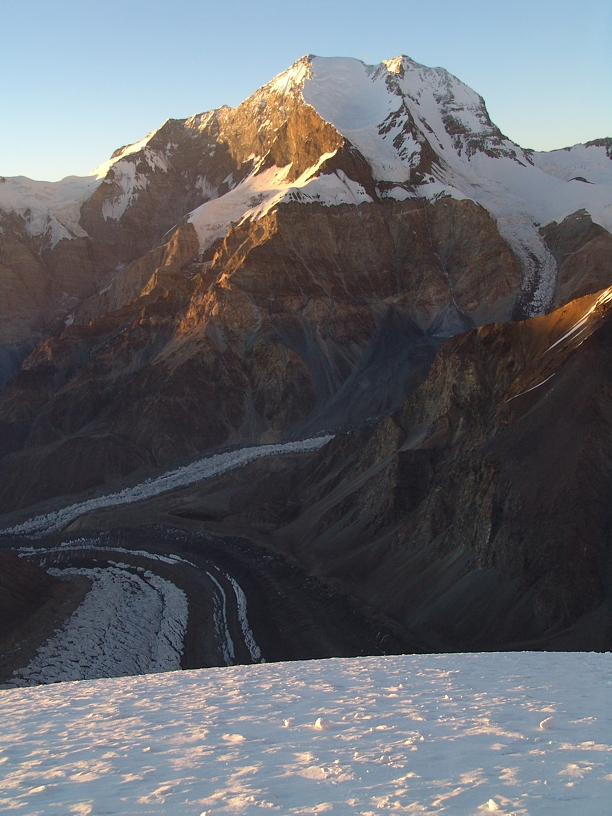
Sommet Korzhenevskoi.

Le prix Léopard des Neiges (en russe : Снежный барс) est une récompense d’alpinisme en Union soviétique à des alpinistes expérimentés. Il est toujours reconnu dans la Communauté d’États indépendants. Pour recevoir ce prix, un alpiniste doit franchir les cinq sommets de 7 000 mètres et plus situés dans l'ex-Union soviétique.
Au Tadjikistan, dans les montagnes du Pamir, il y a trois sommets : le pic Ismail Samani (anciennement « pic du Communisme ») 7 495 m, le Korzhenevskaya 7 105 m, et le pic Ibn Sina (anciennement « pic Lénine ») à 7 134 m à la frontière entre le Kirghizistan et le Tadjikistan. Dans le Tian Shan, il y a deux pics, le Jengish Chokusu (anciennement « pic Pobeda »), 7 439 m au Kirghizistan (divisé par la frontière avec la Chine), et Khan Tengri 7 010 m à la frontière entre le Kirghizistan et le Kazakhstan.
L'altitude géologique de Khan Tengri est de 6 995 m mais sa calotte glaciaire s’élève à 7 010 m. Pour cette raison, il est considéré comme un pic de 7 000 m.
Plus de 600 alpinistes, dont trente-et-une femmes, ont reçu ce prix entre 1961 et 2012 (tous n'ont pas atteint les cinq sommets).

## Records
- Boris Korshunov (Russie) : neuf fois le léopard des neiges (1981-2004) ;
- Boris Korshunov (Russie) : dernier prix à l'âge de 69 ans ;
- Andrzej Bargiel (Pologne) : a réalisé les cinq ascensions en 29 jours 17 heures 5 minutes (temps écoulé depuis le départ du camp de base avancé sous le pic de Lénine, 15 juillet 2016).

## Sommets
Le Léopard des Neiges récompense l'ascension de :
1. Pic Ismail Samani 7 495 m
2. Jengish Chokusu 7 439 m
3. Pic Lénine/Ibn Sina 7 134 m
4. Pic Korjenevskoï 7 105 m
5. Khan Tengri 7 010 m